# 滋賀県道28号湖東愛知川線
滋賀県道28号湖東愛知川線（しがけんどう28ごう ことうえちがわせん）は、滋賀県東近江市中里町から愛知郡愛荘町に至る県道（主要地方道）である。

## 概要
湖東地方の2つの国道を繋ぐ幹線道路。東近江市中里町の国道307号分岐の中里交差点から北上し、愛知郡愛荘町長野の国道8号・長野交差点に接続する延長7.3 kmの主要地方道に指定された県道である。主な通過地は、東近江市今在家町、愛知郡愛荘町香之庄・沖・島川・市である。東近江市内の今在家交差点で、滋賀県道216号雨降野今在家八日市線（通称：中央通り）と、愛荘町内の沖交差点で滋賀県道13号彦根八日市甲西線と交差する。

### 路線データ
- 起点：東近江市中里町（国道307号交点）
- 終点：愛知郡愛荘町（国道8号交点）

## 重複区間
- 旧中山道（愛荘町沓掛附近）

## 歴史
- 1993年（平成5年）5月11日 - 建設省から、県道湖東愛知川線が湖東愛知川線として主要地方道に指定される[1]。

## 地理

### 通過する自治体
- 東近江市
- 愛知郡愛荘町

### 交差する道路
- 国道307号 近江グリーンロード・滋賀県道508号中里山上日野線（東近江市中里町、中里交差点、起点）
- 滋賀県道327号湖東八日市線（東近江市中里町）
- 滋賀県道216号雨降野今在家八日市線（東近江市今在家町・今在家交差点）
- 滋賀県道218号横溝秦荘線（愛知郡愛荘町香之庄・香之庄交差点）
- 滋賀県道13号彦根八日市甲西線（愛知郡愛荘町沖・沖交差点）
- 滋賀県道221号目加田湖東線（愛知郡愛荘町島川・島川交差点）
- 滋賀県道214号愛知川停車場線（愛知郡愛荘町市）
- 旧中山道
- 国道8号（愛知郡愛荘町長野、長野交差点）

### 沿線にある施設など
- 東近江市立湖東第一小学校（東近江市下里町）
- 湖東東郵便局（同上）
- 医療法人社団昴会 湖東記念病院（東近江市平松町）
- 来迎寺（東近江市小八木町）
- 道玄寺（愛知郡愛荘町島川）
- 愛荘町立秦荘西小学校（愛知郡愛荘町島川）
- 願成寺（愛知郡愛荘町矢守）
- 近江鉄道本線 愛知川駅（愛知郡愛荘町市）
- 専光寺（愛知郡愛荘町沓掛）
- 愛荘町立愛知川小学校（愛知郡愛荘町沓掛）
- 関西みらい銀行 愛知川支店（同上）